# Benedikt Höwedes
Benedikt Höwedes (* 29. února 1988, Haltern am See) je bývalý německý fotbalový obránce a reprezentant. Předtím než v roce 2020 ukončil aktivní kariéru hrál za Schalke 04, hostoval v Juventusu, na závěr kariéry působil v Lokomotivu Moskva.

## Klubová kariéra
Höwedes začal hrát fotbal ve svém rodném městě v klubu TuS Haltern v roce 1994. Ve věku třinácti (2001) přestoupil do mládežnického týmu Schalke 04. V roce 2003 se stal kapitánem týmu Schalke U19, se kterým vyhrál německé mládežnické mistrovství. V lednu 2007 podepsal profesionální smlouvu platnou do konce sezóny 2009/10 a v červenci se připojil k Schalke v Bundeslize. Do října 2007 však hrál za rezervní tým Schalke 04 v Oberlize (čtvrtá divize). Se Schalke vyhrál v sezóně 2010/11 DFB-Pokal a v roce 2011 i DFL-Supercup.
Roku 2018 odešel ze Schalke do Lokomotivu, s tím v první sezóně opanoval ruský domácí pohár. V červenci v roce 2020 oznámil konec aktivní kariéry.

## Reprezentační kariéra
Za Německo hrál v reprezentačních týmech do 18 a 19 let. Hrál také za tým do 20 let.
V létech 2007–2010 byl členem německé reprezentace do 21 let. Trenér Horst Hrubesch jej nominoval na Mistrovství Evropy hráčů do 21 let 2009 konané ve Švédsku, kde získal s německým týmem premiérový titul v této kategorii.
Po odmítnutí Svena Bendera a Bastiana Schweinsteigera jej nominoval trenér Joachim Löw pro zápasy v květnu a červnu 2011 proti Uruguayi, Rakousku a Ázerbájdžánu poprvé do A-týmu Německa. Debutoval 29. května proti Uruguayi, když v 66. minutě vystřídal Philippa Lahma.

### Mistrovství světa 2014
Trenér Joachim Löw jej vzal na Mistrovství světa 2014 v Brazílii. Němci postoupili ze základní skupiny G se 7 body z prvního místa po výhře 4:0 s Portugalskem, remíze 2:2 s Ghanou a výhrou 1:0 s USA. S týmem získal zlaté medaile po finálové výhře 1:0 proti Argentině.

### EURO 2016
Trenér Joachim Löw jej zařadil do závěrečné 23členné nominace na EURO 2016 ve Francii. Němci získali na turnaji bronzové medaile, v semifinále je vyřadila domácí Francie po výsledku 0:2.

### Reprezentační góly
Góly Benedikta Höwedese za A-mužstvo Německa:
| 010                 | 15. 8. 2012 | Commerzbank-Arena, Frankfurt | Argentina | 01:3 0(81.) | 1:3 | přátelský zápas |
| 02                  | 6. 6. 2014  | Coface Arena, Mohuč          | Arménie   | 03:1 0(73.) | 6:1 | přátelský zápas |
| Platí k 14. 6. 2016 |             |                              |           |             |     |                 |